# Associazione Calcio Vicenza 1931-1932
Questa voce raccoglie le informazioni riguardanti il Associazione Calcio Vicenza nelle competizioni ufficiali della stagione 1931-1932.

## Stagione
In questa stagione arrivò il nuovo presidente Pio Vasco Barbieri, il quale riportò sulla panchina biancorossa l'allenatore ungherese Imre János Bekey. Il Vicenza concluse il campionato a metà classifica, a seguito di un girone di ritorno parecchio al di sotto delle aspettative.

## Rosa
| N. |                   | Ruolo | Calciatore        |
| -- | ----------------- | ----- | ----------------- |
|    | Italia (bandiera) | P     | Rino Cunico       |
|    | Italia (bandiera) | P     | Umberto Griggio   |
|    | Italia (bandiera) | P     | Silla Romanzini   |
|    | Italia (bandiera) | P     | Bruno Tognana     |
|    | Italia (bandiera) | P     | Mario Zorzan      |
|    | Italia (bandiera) | D     | Giuseppe Caneva   |
|    | Italia (bandiera) | D     | Tullio Capraro    |
|    | Italia (bandiera) | D     | Luigi Dal Maschio |
|    | Italia (bandiera) | D     | Enrico Galla      |
|    | Italia (bandiera) | D     | Matteo Medici     |
|    | Italia (bandiera) | D     | Giovanni Sissi    |
|    | Italia (bandiera) | D     | Mario Todescato   |
|    | Italia (bandiera) | D     | Giulio Zaninovich |

| N. |                   | Ruolo | Calciatore           |
| -- | ----------------- | ----- | -------------------- |
|    | Italia (bandiera) | C     | Bruno Belloni        |
|    | Italia (bandiera) | C     | Giovanni De Giovanni |
|    | Italia (bandiera) | C     | Giuseppe Faccipieri  |
|    | Italia (bandiera) | C     | Silvio Griggio       |
|    | Italia (bandiera) | C     | Benvenuto Ronzani    |
|    | Italia (bandiera) | C     | Remigio Scavazza     |
|    | Italia (bandiera) | A     | Giobatta Bertoldi    |
|    | Italia (bandiera) | A     | Bruno Camolese       |
|    | Italia (bandiera) | A     | Giuseppe Cesaro      |
|    | Italia (bandiera) | A     | Correnti             |
|    | Italia (bandiera) | A     | Renzo Pedezzi        |
|    | Italia (bandiera) | A     | Mariano Rossi        |
|    | Italia (bandiera) | A     | Giovanni Sorio       |
|    | Italia (bandiera) | A     | Pietro Spinato       |